# Arsinoe (Golfo di Suez)
Arsinoe (in greco antico: Ἀρσινόη?, Arsinóē) o Arsinoites o Cleopatris o Cleopatra, fu un'antica città situata sull'estremità settentrionale del golfo eroopolitano (Golfo di Suez), nel Mar Rosso.

## Storia
Arsinoe era la capitale del nomo eroopolitano, ed uno dei principali porti dell'Egitto. Sembra aver avuto anche i nomi di Cleopatris. È stato anche ipotizzato che sorgesse sul luogo della biblica Pi-hahiroth (Pihachiroth). L'attuale Ardscherúd, un villaggio nei pressi di Suez, corrisponde a questa Arsinoe. Si trovava vicino al terminale orientale del canale reale, che comunicava col ramo pelusiaco del Nilo, e che Tolomeo II portò dai laghi amari alla testa del golfo eroopolitano. Arsinoe si trovava a circa 200 km da Pelusio.
Gli incassi del nomo di Arsinoite erano presentati da questo monarca alla moglie (sua sorella), Arsinoe II, da cui la città prende il nome, e la città rimase proprietà delle successive regine o principesse della dinastia tolemaica. La corta strada che attraversava il deserto orientale e la sua posizione nei pressi del canale erano i principali vantaggi di Arsinoe come centro di commercio. Nonostante avesse una baia capiente, era esposta ai venti meridionali, e le difficoltà imposte alla navigazione dalla barriera corallina erano notevoli. Arsinoe era quindi poco preferibile per il commercio con l'India rispetto a Myos Hormos o Berenice. Come altri porti del Mar Rosso, Arsinoe aumentò il livello del proprio commercio dopo la conquista dell'Egitto da parte dei Romani. Ogni anno 120 navi salpavano dai porti egizi facendo rotta per acquistare nelle Indie occidentali seta, pietre preziose e spezie.
Durante il regno di Traiano la città cadde in declino, grazie allo sviluppo di un nuovo canale tra il Nilo ed il Mar Rosso a Clysma, pochi chilometri ad ovest di Arsinoe.